# Berald II
Berald II dit el Gran o el Comte Camus (1333 - 17 de gener del 1399) fou delfí d'Alvèrnia (1356-1399) comte de Clarmont i senyor de Mercoeur (1356-1371), fill i successor (1356) de Berald I, delfí d'Alvèrnia, comte de Clarmont i senyor de Mercoeur i de Maria de Villemur (vers 1315-1383).
El 1356, tres setmanes després de la mort del seu pare, va combatre a la batalla de Poitiers. El 1359 va enfrontar a l'anglès Robert Knoles a Alvèrnia, junt amb altres nobles com el seu oncle Robert de Montaigu, el senyor de Chalençon, el de Rochefort, el de Sérignac, Godofreu o Jofré de Boulogne (de la casa comtal de Boulogne i Alvèrnia), i altres, forçant la retirada dels anglesos.
Berald II fou un dels ostatges elegits arran del Tractat de Brétigny (1360) per ser enviat a Anglaterra (on va restar tretze anys). De tornada, el 1374, es va unir al duc d'Anjou que al front d'un gran exèrcit reunit al Périgord anava a fer la guerra a la Gascunya. El 1382 era a Flandes i servia al costat del rei Carles VI de França. El 1386 estava amb l'exèrcit que aquest rei va reunir a L'Écluse a Flandes per passar a Anglaterra (projecte que no es va fer efectiu). El 1390 va unir-se junt al seu germà Hug al duc de Borbó en una expedició a Barbaria, demanada pels genovesos. Va morir un 17 de gener (o un 21 de gener) de 1399, amb reputació de gran guerrer.
Es va casar el 22 de juny de 1357 amb Joana de Forès, (morta l'1 de novembre de 1373) filla del comte de Forès Guigó VIII i de Joana de Borbó, amb la que va tenir una filla, Anna d'Alvèrnia casada al castell d'Ardes el 19 d'agost de 1371 amb Lluís II de Borbó (vers 1336 - † 1410), duc de Borbó, al que va aportar el comtat de Forès i el de Clermont-en-Beauvaisis que va heretar el seu fill Joan I de Borbó (1381 - 1434) duc de Borbó i d'Alvèrnia.
Vidu, es va casar en segones núpcies el 27 de juny de 1371 amb Joana d'Alvèrnia, filla de Joan I comte d'Alvèrnia, que va morir sense fills dos anys després.
Altre cop vidu, es va casar el juny de 1374 amb Margarida de Sancerre († 1419), comtessa de Sancerre, filla de Joan III, comte de Sancerre. Van tenir a:
- Berald III (vers 1380 - 28 de juliol de 1426); delfí d'Alvèrnia i comte de Clermont el 1399 que va heretar el comtat de Sancerre a la mort de la seva mare el 1419.
- Joan (mort abans de 1399)
- Lluís (mort abans de 1399)
- Robert d'Alvèrnia, bisbe de Chartres el 1342 i després d'Albi el 1343
- Maria o Joana, delfina d'Alvèrnia i dama de Bussy i de Polignac; casada el 9 de juliol de 1400 amb Guillem de Viena, senyor de Saint-Georges i de Sellières.
- Margarida, delfina d'Alvèrnia i dama de Bueil; casada el 1404 amb Joan IV de Bueil.
- Jaumeta, abadessa de Saint-Menoux